# Ceratocephala sibogae
Ceratocephala sibogae är en ringmaskart. Ceratocephala sibogae ingår i släktet Ceratocephala och familjen Nereididae. Inga underarter finns listade i Catalogue of Life.